# Жене у црном (Србија)
Жене у црном (ЖУЦ) су активистичка група и мрежа феминистичке и антимилитаристичке оријентације. Основане су 9. октобра 1991. у Београду. Циљ организовања је било пружање ненасилног отпора рату у форми различитих уличних акција.

## Антиратне акције 1990-их
Београдске Жене у црном настале су инспирисане међународном групом Жена у црном, основаном у Израелу 1988. Београдски ЖУЦ се формирао и своје прво стајање у тишини одржао 9. октобра 1991. године, после чега су Жене у црном наставиле са редовним акцијама све до краја рата и Дејтонског споразума 1995. 
”У случају Србије, ми, феминисткиње окупљене у Женама у црном, одабрале смо језик који је србијански режим недвосмислено означавао одговорним за рат. Сваке среде смо стајале на улици обучене у црно и користиле сопствена тела како бисмо протестовале. “Непослушне очевима, политичким вођама и богу” био је један од слогана који је сумирао нашу политику. Наше феминистичке другарице су преводиле Изворе тоталита- ризма Ханнах Арендт, као и Три гвинеје Виргиније Wоолф. Читале смо ова дела о кривици и одговорности покушавајући да боље разумемо садржај сопствене политике.” - Лепа Млађеновић, једна од чланица Жена у црном 
У периоду од 1991. до 1996. Жене у црном су активно учествовале у организовању и изражавању несагласја са тадашњом званичном политиком. Најпознатија акција коју су организовале било је окупљање средом поподне у тишини са траспарентима подршке ратом захваћеним подручјима (познато као “стајање средом”). Једна активисткиња објашњава како се укључила у Жене у црном захваљујући управо акцији ”стајања средом”:
”Када је рат већ почео, на моју несрећу и на несрећу свих нас, тражила сам људе који су против рата, не обавезно жене, него људе који су против рата... и тако сам набасала на Жене у црном које су на улици стајале и имале свој протест у Бе- ограду, онај у среду од 15:30 до 16:30. Ја сам једноставно њих видела, једнога зимског дана ‘92. и прикључила сам им се и ту сам нашла за себе, како да ти обја- сним, један азил душе, зато што сам ту спојила то што сам годинама тражила. Нашла сам на једном месту и ту реч феминизам коју сам тражила, а нисам знала шта је, која ме јако дефинише и нашла сам и ту храброст коју сам имала у себи, али ипак нисам могла да на улици стојим сама. Тако сам сваке среде долазила на трг да бих могла да дишем. Бориле смо се за ваздух.”
Протести Жена у црном су организовани и против насилних и незаконитих мобилизација мушкараца и одвођења на ратиште, прогона дезертера у Србији, као и против отмице путника бошњачке националности у Србији (у Сјеверину и Штрпцима), против прогона и дискриминације других и различитих у Србији (у етничком, идеолошком, религијском, сексуалном погледу), против егзодуса цивилног становништва из Крајине (Хрватска) након војних операција хрватске војске ”Бљесак”  и ”Олуја”.
Жене у црном су наставиле да делују и после рата и до данас су организовале око 2 500 акција. Поред жена, чине их и мушкарци различите генерацијске и етничке припадности, образовног нивоа, социјалног статуса, животних стилова и сексуалних избора.
Од самог оснивања, на челу Жена у црном налази се Сташа Зајовић.

## Каснији ангажман
Током зиме 1996/97. у време антирежимских протеста Жене у црном су биле међу онима који су узели активно учешће. У периоду од 1997. до 1999. протестовале су против ”апартхејда над албанским становништвом на Косову, изражавајући солидарности са ненасилним народним и женским покретом на Косову”. Такође су подржавале мировне преговоре између српске и албанске стране у Рамбујеу под слоганом ‘Боље пакт него рат’. После војне интервенције НАТО (1999) организовале су акције против прогона неалбанског становништва на Косову. Од 1999. и 2000. акције су биле усмерене против растуће политичке репресије над политичким противницима у Србији. Након пада Милошевићевог режима у октобру 2000. године, највећи број акција Жена у црном везан је за ратове на простору бивше Југославије и посвећен је упораним захтевима за преузимање одговорности српских власти за злочине чињене у име српског народа.
ЖУЦ је једина група, настала из најранијих антиратних иницијатива, која је сачувала свој активистички карактер, и која и даље организује протесте и перформансе, обележава све важније датуме и годишњице и подсећа јавност у Србији на неопходност „суочавања са прошлошћу”.

## Критикe и напади
Од првог свог појављивања, Жене у црном су изложене многобројним облицима репресије и притисака. Често су нападане, и вербално и физички, а њихове просторије су више пута оштећиване. Напади нису престали ни после завршетка ратова.

## Публикације
Жене у црном су већину свог рада темељно документовале, у зборницима Жене за мир, Жене против рата, Женска страна рата и др. Већина ових публикација доступна је онлајн.